# Dipturus macrocauda
Dipturus macrocauda és una espècie de peix de la família dels raids i de l'ordre dels raïformes.

## Morfologia
- Els mascles poden assolir 120 cm de longitud total.[3][4]

## Reproducció
És ovípar i els ous tenen com unes banyes a la closca.

## Hàbitat
És un peix marí i d'aigües profundes que viu entre 300–400 m de fondària.

## Distribució geogràfica
Es troba a l'oceà Pacífic nord-occidental: el Japó i el mar de la Xina Oriental.

## Observacions
És inofensiu per als humans.